# Bataille de Grand Gulf
Guerre de Sécession
Batailles
Campagne de Vicksburg
- Grand Gulf
- Snyder's Bluff
- Port Gibson
- Raymond
- Jackson
- Champion Hill
- Big Black River Bridge
- Milliken's Bend
- Young's Point
- Lake Providence
- Richmond
- Goodrich's Landing
- Helena
- Vicksburg
- Expédition de Jackson

La bataille de Grand Gulf est une bataille navale de la guerre de Sécession qui s'est déroulée le 29 avril 1863. Lors de la campagne de Vicksburg du major général Ulysses S. Grant, les forces navales de l'Union sous le commandement du contre-amiral David D. Porter mènent sept ironclads dans une attaque contre les fortifications et les batteries confédérées à Grand Gulf, en aval de Vicksburg, Mississippi. Bien que les confédérés résistent au bombardement de l'Union et empêchent le débarquement de l'infanterie contre leur fortification, la défaite n'est qu'un revers mineur dans le plan de Grant pour la traversée du fleuve Mississippi et l'avance contre Vicksburg.

## Contexte
À l'été 1862, l'artillerie de campagne confédérée harcèle périodiquement les navires à partir de Grand Gulf. La ville a été incendiée en 1862 pendant le bombardement et les raids au cours desquels les fédéraux tentent d'arrêter la construction de fortifications autour de la ville. Néanmoins, la construction des batteries confédérées avec de l'artillerie lourde est terminée en mars 1863.
Les principaux ouvrages au moment de la bataille en avril 1863 sont deux forts en terre, le fort Cobun et le fort Wade. Au sommet de Point of Rock, le fort Cobun est la plus solide fortification en raison de son élévation et des palissades, de 12 mètres (40 pieds) d'épaisseur. Le fort Wade est établi à seulement 6 mètres (20 pieds) au-dessus du fleuve, à approximativement à 1 200 mètres des rives. Des trous pour les tirailleurs courent le long de la crête reliant les deux ouvrages.

## Bataille

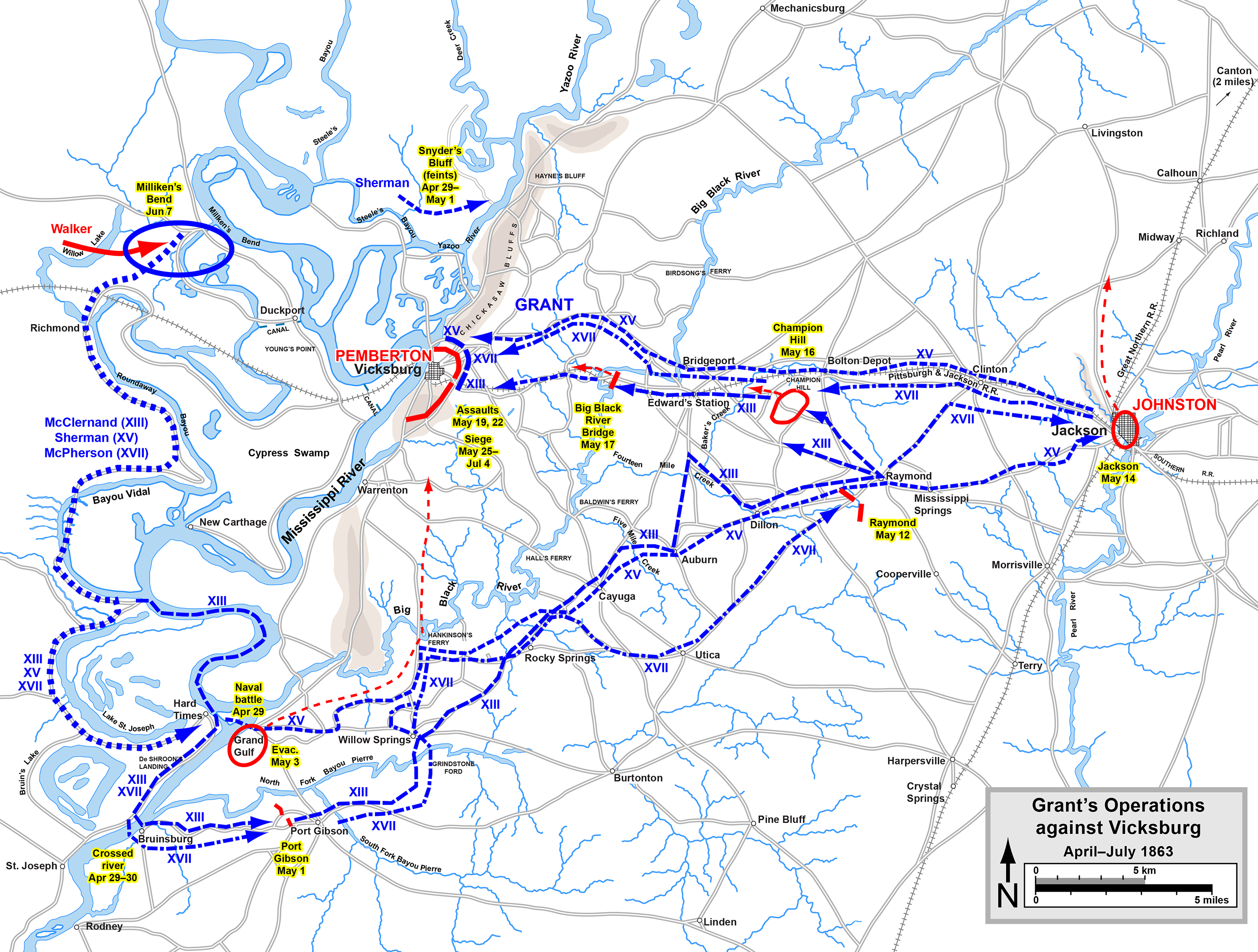
Opération de Grant contre Vicksburg.

L'amiral Porter commande sept canonnières de type ironclad lors d'une attaque contre les fortifications et les batteries à Grand Gulf, Mississippi (en), avec l'intention de réduire au silence les canons confédérés et sécuriser la région avec les troupes du XIIIe corps commandées par le major général John A. McClernand qui l'accompagnent dans des transports et des barges. L'attaque menée par le Benton, le Lafayette (en), le Tuscumbia (en), le Carondelet, Louisville (en), le Mound City (en), et le Pittsburgh (en) commence à 8 heures du matin et se poursuit jusqu'à 13 h 30. Pendant le combat, les navires blindés s'approchent à 100 mètres des canons confédérés de fort Cobun. Les canonnières de l'Union réussissent à réduire au silence les batteries inférieures de fort Wade, mais les batteries supérieures de fort Cobun restent hors d'atteinte et continuent leurs tirs.
Les ironclads de l'Union (dont l'un, le Tuscumbia, a été mis hors combat) et les transports rebroussent chemin. Dans l'obscurité, néanmoins, les ironclads engagent de nouveau les canons confédérés pendant que les bateaux à vapeur et les barges forcent le passage.

## Conséquences
Grant déplace ses hommes par voie terrestre au travers de Coffee Point en dessous du golfe. Après que les transports ont passé le Grand Gulf, ils embarquent les troupes à la plantation Disharoon et les débarquent ensuite sur les rives du Mississippi à Bruinsburg (en), en dessous de Grand Gulf. Les hommes commencent immédiatement leur marche sur Port Gibson, Mississippi. Les confédérés ont remporté une victoire trompeuse ; la défaite de Grand Gulf a seulement modifié légèrement l'offensive de Grant.